# John Mainwaring
John Mainwaring   (Drayton Bassett, 4 d'agost de 1724 - Cambridge, 15 d'abril de 1807) va ser un teòleg anglès i el primer biògraf del compositor Georg Friedrich Händel. Va ser membre del Saint John's College (Cambridge) i es va convertir en rector de la parròquia de l'església Stretton, Shropshire i posteriorment professor al Divinity, a Cambridge. El 1760, un any després de la mort de Händel, va publicar de forma anònima una biografia titulada Memoirs of the Life of the Late George Frederic Handel.

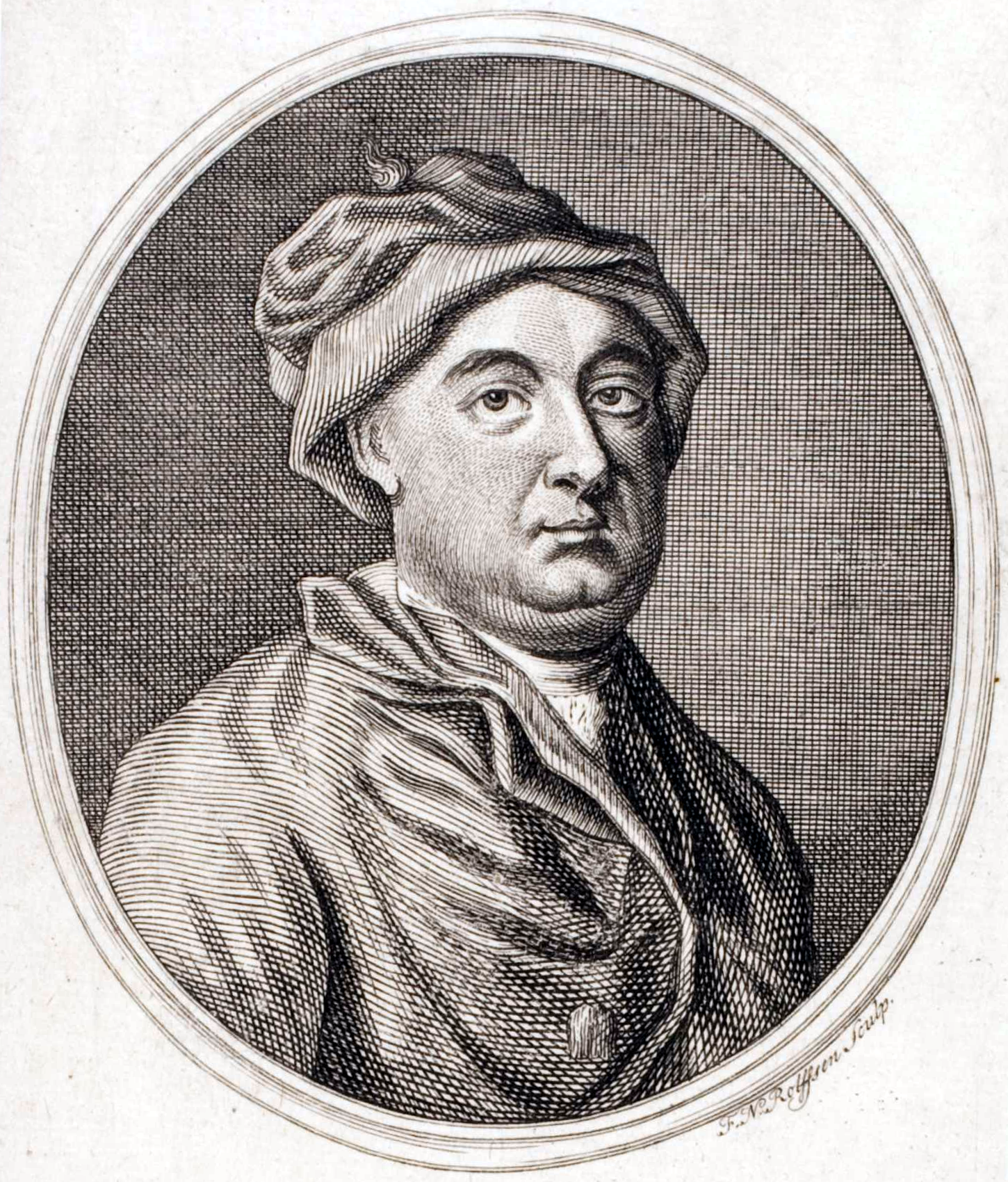
Handel al frontispici de Memoirs of the Life of the Late George Frederic Handel de John Mainwaring (Londres, 1760)

Més de la meitat d'aquesta biografia està centrada en els anys anteriors a 1712, quan Händel es va traslladar a Londres. Per tant, se suposa que va rebre informació del propi Händel sobre la seva vida primerenca o de John Christopher Smith. Les seccions Catalogue i Observations són addicions a les Memoirs realitzades per altres autors. Charles Jennens va posseir una còpia de les Memoirs i va proporcionar el llibre amb comentaris crítics a Semele i Benedetto Pamphili.
El 1761, Johann Mattheson va publicar una traducció més estesa amb comentaris en la biografia de Mainwaring. Es van publicar reimpressions en facsímil de les Memoirs el 1964 i 1975.

## Obra
- R. and J. Dodsley. Memoirs of the Life of the Late George Frederic Handel: To which is Added a Catalogue of His Works and Observations Upon Them, 1760.